# Ardisia balansana
Ardisia balansana är en viveväxtart som beskrevs av Yuen P. Yang. Ardisia balansana ingår i släktet Ardisia och familjen viveväxter. Inga underarter finns listade i Catalogue of Life.